# Euryparyphes kenitranus
Euryparyphes kenitranus är en insektsart som beskrevs av Werner 1932. Euryparyphes kenitranus ingår i släktet Euryparyphes och familjen Pamphagidae. Inga underarter finns listade i Catalogue of Life.